# Mariusz Karol
Mariusz Karol (ur. 8 maja 1967, zm. 30 grudnia 2023) – polski trener koszykówki.

## Osiągnięcia
- Mistrzostwo Polski z żeńską drużyną Warty Gdynia (1996)
- Wicemistrzostwo Polski mężczyzn (2002 – jako asystent)
- Brązowy medal mistrzostw polski mężczyzn (2001 – jako asystent)
- Puchar Polski (2000, 2001 – jako asystent, 2010)
- Superpuchar Polski (2001 – jako asystent)
- Finał Superpucharu Polski (2000 – jako asystent, 2010)
- TOP 8 Pucharu Koracia (2001, 2002 – jako asystent)
- 4. miejsce w ekstralidze z Turowem Zgorzelec (2005)
- Awans z drużyną Bank BPS Basket Kwidzyn do rozgrywek Polskiej Ligi Koszykówki (2007)